# Conde de Guedes
Conde de Guedes é um título nobiliárquico espanhol do Reino de Nápoles, mais tarde parte do Reino das Duas Sicílias, criado por D. Filipe III de Nápoles em favor de Gregório Guedes, 1.º Conde de Guedes.
Titulares
1. Gregório Guedes, 1.º Conde de Guedes;
2. António da Costa de Albuquerque de Sousa Lara, 2.º Conde de Guedes.[1]